# カッペルン
カッペルン（デンマーク語: Kappel）は、ドイツのシュレスヴィヒ＝ホルシュタイン州にある町。
シュライ川の北岸に位置し、シュレースヴィヒの北東約30km、フレンスブルクの南東35 kmにある。

## 歴史
カッペルンの最も古い記録は1357年のものであり、1870年に町となった。古くはシュレースヴィヒの市場の町だった。

## 友好都市

### 姉妹都市
- デンマーク ファボルグ・ミッドフィン（ドイツ語版）（1984）
- ポーランド ウストカ（1991）
- イタリア メレート（2007）[2]

## ゆかりのある著名人
- ジェイコブ・モーザー（1839–1922）、起業家、慈善家
- フリードリヒ・コッホ（1859–1947）、画家